# Кейзерлинг, Генрих Христиан
Граф Генрих Христиан фон Кейзерлинг, граф фон Раутенбург (Heinrich Кristian von Keyserlingk; 1 августа 1727— 27 ноября 1787) — российский дипломат, чиновник, офицер, публицист из рода Кейзерлингов. Сын видного русского сановника Г. К. фон Кайзерлинга.

## Биография
Родился в Лестене, курляндском имении своей матери. Получил среднее образование в Дрездене, Данциге и Готе. Изучал право и философию в Лейпциге и в 1743 году — в Галле. Состоял на военной службе, в 1745 году получил звание обер-лейтенанта.
Неоднократно сопровождал отца, русского посла, во время дипломатических поездок, в том числе в Регенсбург в 1746 году и Берлин в 1747 году. С 1747 по 1749 год совершил гранд-тур по европейским странам, посетив в том числе Италию, Францию и Англию.
В 1750 году получил место советника по вопросам юстиции при дворе саксонского курфюрста в Дрездене, а спустя три года начал службу при венском дворе в качестве городского казначея и действительного надворного советника при императоре. В 1762—1765 годах находился на службе российского двора, выполняя различные поручения за границей, в том числе в дипломатическом представительстве в Варшаве.
Последние годы жизни провёл в Восточной Пруссии, в усадьбе Раутенбург (ныне посёлок Большие Бережки). Барочный дворец его второй жены в Кёнигсберге считался одним из центров интеллектуальной жизни города, где проходили встречи учёных; одним из посетителей таких встреч был философ Иммануил Кант. Кейзерлинг был известен как меценат, а также как сторонник присоединения западных земель тогдашней Польши к Пруссии.

## Сочинения Кейзерлинга
- «De feudis vexilli eorundemque investitura» (Франкфурт-на-Майне, 1745);
- «Commentantio de eo, quod justum est circa itionem in partes» (1761);
- «Remarques d’un courlandois sur le mémoire donné relativement aux affaires de Courlande» (Варшава, 1763; переведено на польский язык, 1763);
- «Einige Grundsätze der Staatsklugheit» (Митава, 1773); «Nachrichten aus dem Monde» (Кенигсберг, 1781) и др.

## Семья
Кейзерлинг был женат дважды:
- на графине Эрдмуте фон Дальвитц и
- на вдове другого Кейзерлинга, Каролине[нем.] из владетельного дома Вальдбургов, наследнице усадьбы Раутенбург. От первого мужа она унаследовала один из лучших особняков Кёнигсберга, где держала, как сказано выше, салон. У Кейзерлингов считали своим долгом побывать все знатные и образованные особы, бывавшие в Кёнигсберге хотя бы проездом. В начале XIX века дворец был выкуплен под резиденцию кронпринца Пруссии.